# Zapor Lepoglava
Zapor Lepoglava (uradno kaznilnica Lepoglava, hrvaško: Kaznionica u Lepoglavi) je najstarejši zapor na Hrvaškem. Nahaja se v Lepoglavi v Varaždinski županiji na Hrvaškem. V času socialistične vladavine v SFR Jugoslaviji je zapor v Lepoglavi služil kot eden glavnih političnih zaporov za nasprotnike in upornike v državi.       

## Zgodovina
Lepoglavski zapor je bil ustanovljen leta 1854 v samostanu, ki je bil prej v lasti pavlincev in ki ga je oblast preoblikovala v kaznilnico (ta odredba je čakala do leta 2001, da se del tamkajšnjega premoženja vrne škofiji). Kasneje so zapor uporabljale Avstro-Ogrska, Kraljevina Jugoslavija, Neodvisna država Hrvaška in komunistična Jugoslavija, preden je imel zapor trenutno vlogo glavne kaznilnice v Republiki Hrvaški.
Leta 1878 je lepoglavski upravnik Emil Taufer uvedel irski rehabilitacijski sistem in odprl številne delavnice za kazensko delo. Za mlajše prestopnike je bilo preskrbljeno opismenjevanje. Sčasoma se je sistem v veliki meri spremenil v neposredno izkoriščanje skoraj brezplačnega dela zapornikov. To je bilo še posebej izrazito med prvo svetovno vojno, ko so delo do 15 ur na dan v nevarnem delovnem okolju in slabe splošne razmere prispevali k visoki umrljivosti med jetniki.
V dvajsetem stoletju je bil zapor dom številnim »neželenim« skupinam in političnim zapornikom. To se je dogajalo v času Kraljevine Jugoslavije (1918–1941), ko so bili zaprti komunisti in revolucionarji ter komunistični ugledniki, kot so Josip Broz Tito, Moša Pijade, Rodoljub Čolaković in Milovan Đilas.
Neodvisna država Hrvaška (1941–45) je v zaporu zadrževala disidente, tudi Anteja Vokića, ki je leta 1944 poskusil izvesti državni udar. Zapor so uporabili za zaprtje in likvidacijo več kot dva tisoč tako imenovanih antifašistov. 12.–13. julija 1943 so partizani napadli in začasno zavzeli objekt ter izpustili okoli 800 ujetnikov.
Po drugi svetovni vojni je jugoslovanska komunistična oblast v zapor zaprla veliko pomembnih ujetnikov, kjer so jih mučili in zastrupljali. Med zaporniki sta bila bodoča svetnika katoliške cerkve Alojzij Stepinac in Ivo Tartaglia. 5. julija 1948 so stražarji v zaporu po neuspešnem poskusu pobega ubili tri civilne zapornike. Po hrvaški pomladi so bili med zaporniki v zaporu zaprti Šime Đodan, Dražen Budiša, Vlado Gotovac, Marko Veselica, Dobroslav Paraga, Ivan Veljača in Franjo Tuđman. Leta 2005 je bil pred zaporom postavljen spomenik žrtvam. 